# Altamont Free Concert

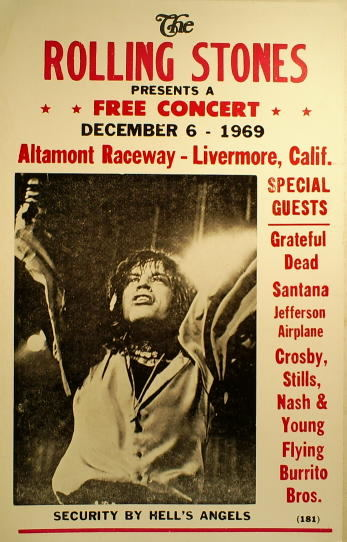
Plakat mit Ankündigung des Konzerts

Das Altamont Free Concert war ein Rockmusik-Festival, das am 6. Dezember 1969 auf dem Altamont Speedway bei Livermore in Kalifornien stattfand. Das Konzert wurde vom Management der britischen Band The Rolling Stones als Westküsten-Gegenstück zum Woodstock-Festival initiiert und war für die Zuschauer kostenlos. Es gilt als symbolisches Ende der „Unschuld“ der Hippie-Bewegung und der Unbeschwertheit der 1960er-Jahre.
Der Mitveranstalter des Woodstock-Festivals, Michael Lang, war auch bei der Organisation des Konzerts auf dem Altamont Speedway beteiligt. Der von dem Eigentümer, einem Geschäftsmann, zur Verfügung gestellte Altamont Speedway wurde als Veranstaltungsort gewählt, nachdem der Golden Gate Park von der Stadt San Francisco nicht genehmigt worden war. Als Sicherheitskräfte wurden auf Vorschlag des Grateful-Dead-Managers Rock Scully die ortsansässigen Hells Angels rekrutiert.
Neben den Rolling Stones, die als Headliner angekündigt waren, traten auch Santana, Jefferson Airplane, die Flying Burrito Brothers und Crosby, Stills, Nash and Young auf. Die Band Grateful Dead war auch vor Ort, weigerte sich aber auf Grund der zunehmenden Gewalt aufzutreten. Der kanadische Musiker Neil Young, der mit CSN auftrat, bezeichnete die Situation vor Ort als „surreal“. In seiner Autobiografie Ein Hippie-Traum urteilte er: „Unser Auftritt war grottenschlecht. Einer der schlechtesten, an die ich mich erinnere. Was für ein monströser kokaingetriebener Egotrip!“
Neben drei anderen Menschen, die in dem organisatorischen Chaos verunglückten (zwei Menschen kamen bei einem Autounfall mit anschließender Fahrerflucht ums Leben, ein anderer ertrank in einem Kanal), kam der afroamerikanische Zuschauer Meredith Hunter direkt vor der Bühne ums Leben, als die Rolling Stones gerade ihren Song Under My Thumb spielten. Hunter hatte unter Einfluss von Drogen („Speed“) einen Revolver auf Mick Jagger gerichtet. Darin erkannte einer der als Sicherheitskräfte eingesetzten Hells Angels eine unmittelbare Sicherheitsgefahr, stürzte auf Hunter zu und tötete ihn mit fünf Messerstichen. Nach dem Todesfall setzten die Rolling Stones das Konzert fort. Schon vorher hatte es während des Liedes Sympathy for the Devil Schlägereien gegeben.
Der Auftritt der Band in Altamont und insbesondere der Ablauf des Todesfalls sind in dem Dokumentarfilm Gimme Shelter von Albert Maysles, David Maysles und Charlotte Zwerin festgehalten.